# 龍田村 (澳門)
龍田村 （葡萄牙語：Povoação de Long Tin），是一個位於澳門半島的古村落，已消失。香山縣稅契證明其屬中國領土，於清光緒五年（1879年）始被葡萄牙人侵佔。
昔日龍田村位於香山縣前山寨之南，澳門城外，望廈村南，琴山護其東。今澳門地理位置約在文第士街、羅沙達街、巴士度街及飛良紹街一帶。古村後有大龍泉及二龍泉兩山泉，供村民灌溉食用。

## 名稱來源
龍田村之名相傳來自宋朝風水大師賴布衣。當賴布衣遊歷至廣東，見龍脈分為二：一支向香港附近的寶安縣屬，曰「九龍」；另一支向濠鏡澳蓮峰山下，見其岡陵環蜷低陷盤地，曰「龍環」及「龍田」。

## 沿革

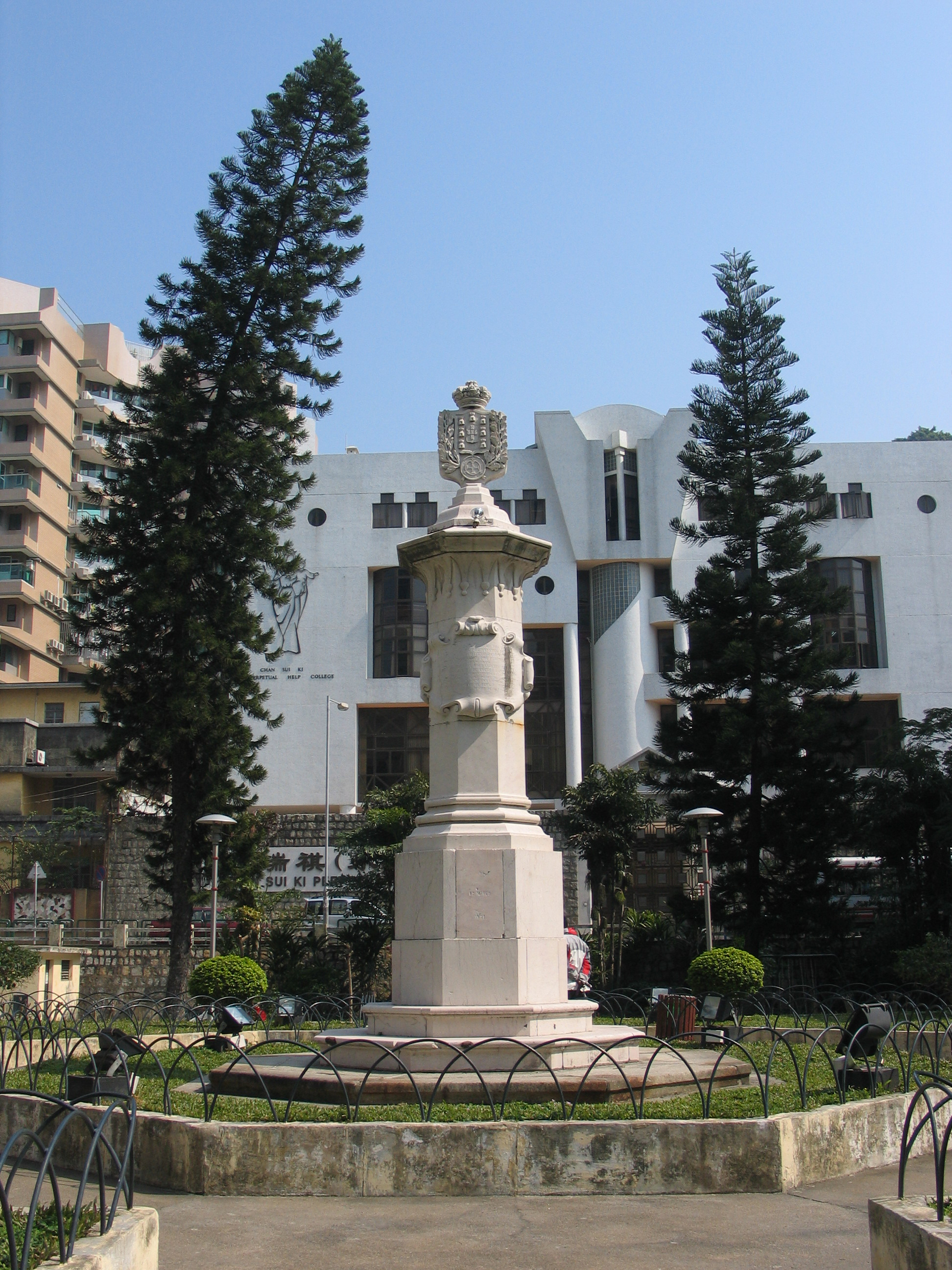
得勝花園內的戰勝荷蘭紀念碑

龍田村相傳起源於宋代，逐漸發展成為澳門兩大村落之一，屬香山縣所管理。荷蘭軍隊曾於1622年(明天啟二年)入侵澳門，在劏狗環登陸後很快便攻至龍田村，就在大龍喉和二龍喉匯流處被城內居民擊退。為紀念事件，故建《戰勝荷蘭紀念碑》留念。而具文獻實證出現“龍田村”之名則是嘉慶十三年(1808)十一月十三日兩廣總督吳熊光進呈的〈澳門形勢圖〉，另外，葡萄牙東波塔檔案館所藏的稅田單顯示，龍田村在嘉慶年間已存在土地買賣的情況。
其後，澳門逐步被葡萄牙侵占。葡萄牙人占領龍田村，並編入西洋戶籍後，開始勒收租鈔。清道光二十八年(1848年)，澳門總督亞馬留實行擴張殖民政策。結果在1849年8月，龍田村村民沈志亮聯同郭安、李保、張先、郭洪、周有、陳發等7人在關閘附近埋伏將阿馬留刺殺。及至1879年，清政府已無力保護澳門地區，龍田村已落入葡萄牙的控制範圍。據《查覆澳門新舊租界情況疏》記：「查龍田村民房一百餘家，係光緒五年佔去，將村左村後兩處，改造馬路。光緒九年，編入西洋戶籍，設立門牌。」可見1883年，龍田村終被澳葡政府強行編入戶籍。自此以後，澳葡富人相繼在此買地，並促村民搬遷。據《香山縣誌》載：「光緒三十三年，葡欲增闢馬路，焚龍田村民居三十餘家，逼遷家具，違者被毆；事後略補屋價，託名購取。居人遷徙流離，莫名其苦，今龍田村已為墟矣。」有學者認為，龍田村開展的各項現代化建設，呈現澳葡政府對龍田村的空間權力。自村被焚以後，部分富有村民移居望廈村，其餘流離失所的村民後遷往大炮台山腳。不幸在山區再遭火災，後有善長籌建巴波沙坊，村民才有磚屋安身。
當龍田村空置，澳葡政府將低陷的田地填高，使之與塔石連成廣場。早期廣場用作葡兵操練、學童蹴球和賽馬之用。1918年，澳葡政府將該區改為民房和馬路，稱馬路為龍田村街。其後，該區發展為富人住宅區。為追念支援政府入主龍田村之葡籍富人，澳葡政府更將龍田村街改為文第士街，其餘街道亦以葡籍人士取名，如：羅沙達街、巴士度街及飛良紹街。自此，龍田村之名已淡化消失於時間之流：「沈志亮等人的家園，逐漸被入居於此的葡人富商名字取代，變成今日的文第士街、羅沙達街、飛良紹街……龍田村，連同義士們的名字一起，慢慢湮沒於歷史的蒙塵」。

## 歷史遺跡
現今龍田村舊址已不為人認識，只遺留下龍田廟福德祠土地、武帝神像和永興、建隆社古碑作歷史見證。龍田土地廟、武帝廟乃龍田村民被迫遷後，情商望廈村坊眾才遷至普濟禪院側；永興社與建隆社的古碑則得觀音古廟許可豎立於廟前。
龍田村土地上亦不少澳葡名人停居，其中包括華人富商盧華紹在此建有盧園（即今盧廉若公園）和孫中山胞兄孫眉在文第士街斥資建一洋房（即今澳門國父紀念館）等著名人士。